# Rickettsia
Rickettsia es un género de bacterias (colectivamente denominadas rickettsias) que pertenece a la familia Rickettsiaceae (junto con los géneros Orientia y Wolbachia). Las rickettsias son bacterias, muy pequeñas, gramnegativas y no forman esporas. Son altamente pleomórficas pues se pueden presentar como cocos (0,1 μm de diámetro), bacilos (1-4 μm de longitud) o hilos (10 μm de largo). Se tiñen mal con la tinción de Gram y al examinar cultivos debe haber especial cuidado por esta característica. En el pasado eran considerados microorganismos intermedios entre los virus y las bacterias.
Las rickettsias son causantes de enfermedades infecciosas transmitidas por aerosoles, mordeduras, picaduras, rasguños, aguas y alimentos contaminados. Ejemplos son el tifus clásico (transmitido por piojos), el tifus murino (por pulgas) y la fiebre de las Montañas Rocosas (por garrapatas). Asimismo, han sido asociadas a una gran variedad de enfermedades de las plantas.

## Microbiología general
Al ser bacterias intracelulares obligados, las rickettsias dependen de la entrada, el crecimiento y la reproducción en el citoplasma de las células eucariotas huésped (normalmente, las células endoteliales). Debido a ello, las rickettsias no pueden vivir en medios de nutrientes artificiales, pero se cultivan bien en tejidos de embriones (por lo general, se usan embriones de pollo).
Las rickettsias poseen paredes celulares como se demostró al observarlas con microscopio electrónico. La capa del peptidoglicano es pobre. Su lipopolisacárido es pobre, como endotoxina, y manifiesta poca actividad cuando es administrado a animales. Contienen ARN y ADN además de enzimas para realizar el ciclo de Krebs, y ribosomas para la síntesis de proteínas. Se tiñen mejor con Giemsa o con tinción de Giménez.
Pueden ser controladas o destruidas por antibióticos. La mayoría son susceptibles a los antibióticos del grupo de la tetraciclina.

## Genoma
Ciertos segmentos del genoma se asemejan al de las mitocondrias. El genoma de R. prowazekii se ha descifrado y contiene 1.111.523 pares de bases y 834 genes codificadores de proteínas. A diferencia de las bacterias de vida libre, no contiene genes para la glicólisis anaeróbica ni genes que participen en la biosíntesis y regulación de los aminoácidos y nucleósidos. En este sentido, es similar a los genomas mitocondriales pues, en ambos casos, se utilizan los recursos del huésped. La producción de ATP en la rickettsia es la misma que en la mitocondria. De hecho, de todos los microorganismos conocidos, la Rickettsia es probablemente el "pariente" más cercano (en sentido filogenético) de la mitocondria. A diferencia de este último, el genoma de R. prowazekii, sin embargo, contiene un conjunto completo de genes que codifican el ciclo del ácido tricarboxílico y la cadena de complejos del ciclo respiratorio. Sin embargo, tanto los genomas de las rickettsias como los de las mitocondrias son considerados a menudo "pequeños, productos derivados de varios tipos de evolución reductiva".
El descubrimiento reciente de otro paralelismo entre rickettsias y virus puede convertirse en la base para combatir la infección por VIH. La respuesta inmune humana al patógeno del tifus de los matorrales, Orientia tsutsugamushi, parece proporcionar un efecto beneficioso contra el progreso de la infección por VIH, influyendo negativamente en la replicación del virus. Una razón probable de este fenómeno, que es estudiado activamente, es un cierto grado de homología entre las rickettsias y los virus, en concreto, un común epítopo debido a los fragmentos comunes del genoma en los dos patógenos. Sorprendentemente, el único informe de otra infección que puede producir el mismo efecto (disminución de la carga viral) es la enfermedad causada por el virus del dengue.

## Infección
Su mecanismo de patogenicidad es producido de la siguiente forma: la bacteria entra en la célula al estimular la fagocitosis, ésta es mediada por las proteínas OMP A y B; después de ser engullida debe degradar la membrana del fagolisosoma mediante la producción de fosfolipasa D y Hemolisina C liberándose en el citoplasma. Su movilidad intracelular se da gracias a la polimerización la actina por las proteínas Rick-A y la ARP 2/3.
Las rickettsias normalmente viven en ácaros, garrapatas, pulgas y piojos y pueden transmitirse a los humanos a través de las mordeduras de estos agentes succionadores de sangre. Suelen vivir dentro de las células que revisten pequeños vasos sanguíneos y, en consecuencia, dichos vasos se inflaman o se obstruyen, o bien comienzan a perder sangre dentro de los tejidos que los rodea.
Una infección por rickettsias puede causar fiebre, erupción cutánea y una sensación de enfermedad (malestar). Debido a que esta erupción característica no suele aparecer durante varios días, es difícil establecer un diagnóstico precoz. La infestación producida por pulgas o piojos o bien una mordedura de garrapata previa, particularmente si se ha producido en un área geográfica en la que la rickettsiosis es frecuente (endémica), es un dato importante a la hora de establecer el diagnóstico.

### Diagnóstico
El diagnóstico de una infección por rickettsia puede confirmarse identificando el organismo en cultivos especiales de muestras de sangre o tejido, identificando el organismo con el microscopio, utilizando ciertas tinturas (tinturas colorantes), o bien identificando anticuerpos contra el organismo en una muestra de sangre. Últimamente se realiza por fijación de los factores del complemento.
Algunos tipos de tinciones que sirven para identificar el organismo son la tinción de Giménez y la tinción Naranja de Acridina. Se puede dar un diagnóstico diferencial entre rickettsia y la fiebre de Zika.

### Tratamiento
La infección por rickettsia responde rápidamente al tratamiento precoz con el antibiótico cloranfenicol, o bien tetraciclinas (siendo este el tratamiento empírico de elección), que se administran por vía oral. La mejoría se inicia entre 24 y 36 h más tarde y la fiebre suele desaparecer en 2 o 3 días. Cuando el tratamiento comienza tarde, la mejoría es más lenta y la fiebre es más prolongada. Es necesario continuar con los antibióticos durante al menos 24 horas una vez que la fiebre haya desaparecido.
Los pacientes que estén demasiado enfermos como para tomar los antibióticos por vía oral pueden recibirlos de forma intravenosa. Si una persona está muy enferma y en una fase avanzada de la enfermedad, es posible administrar un corticosteroide durante unos días además del antibiótico para aliviar los intensos síntomas tóxicos y ayudar a reducir la inflamación de los vasos sanguíneos.

## Especies
Las rickettsias de mayor importancia son:
R. rickettsii: No existe evidencia de que produzca toxinas, o de que la respuesta inmune del huésped sea responsable de las manifestaciones patológicas de la fiebre maculosa, aunque las manifestaciones clínicas parecen ser el resultado de la replicación de las bacterias en las células endoteliales, con el posterior daño de estas y la extravasación de los vasos sanguíneos. La hipovolemia y la hipoproteinemia producidas por la pérdida de plasma en los tejidos puede llevar a la reducción de la perfusión de varios órganos y al fallo de estos. El tratamiento es a base de tetraciclinas, cloranfenicol y fluoroquinolonas. La morbilidad y la mortalidad son altas si se retrasan el diagnóstico y el tratamiento específico. No se cuenta con vacuna para este padecimiento.
R. prowazekii: Es el agente etiológico del tifus epidémico y su principal vector es el piojo del cuerpo humano. Ocurre entre los individuos que viven en condiciones de hacinamiento y malas condiciones sanitarias que favorecen la propagación de los piojos. Tiene un periodo de incubación de 2 a 30 días, la sintomatología aparece entre los días 1 a 3 y la fiebre desaparece en dos semanas, pero la convalecencia completa puede durar más de 3 meses.
Los síntomas principales son:
- Fiebre alta.
- Cefalea grave.
- Escalofríos.
- Mialgias.
- Artralgias.
- Anorexia.

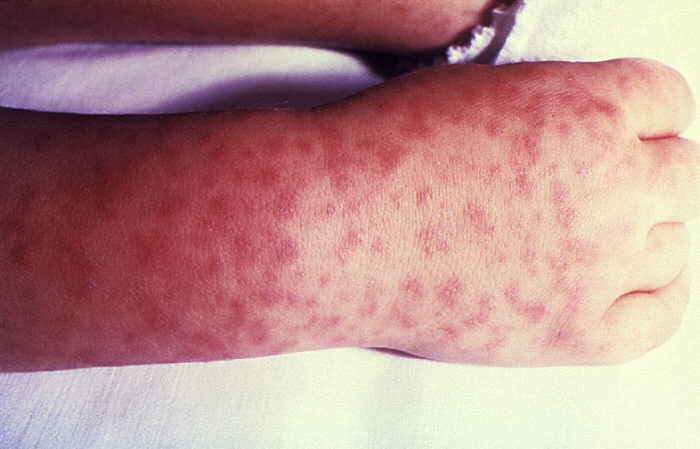
Exantema en un paciente con fiebre de las Montañas Rocosas, enfermedad causada por Rickettsia.

- Exantema petequial o macular (menos del 40% de los enfermos).

El tratamiento es a base de tetraciclinas y cloranfenicol, aunque para manejar una epidemia, el tratamiento antibiótico debe combinarse con medidas eficaces para el control de los piojos.
R. typhi: es el agente causal del tifus murino o endémico; los roedores son su principal reservorio y sus principales vectores son las pulgas de la rata el gato y el perro . La mayoría de los casos se dan en los meses cálidos.
El periodo de incubación es de 7 a 14 días, la sintomatología aparece de forma brusca y los síntomas más frecuentes son:
- Fiebre.
- Cefalea.
- Escalofríos.
- Mialgias.
- Náuseas.
- Exantema (menos de la mitad de los pacientes, aparece hacia el final de la enfermedad).

La enfermedad está restringida de forma característica al tórax y el abdomen, pero pueden extenderse a palmas y plantas. La enfermedad dura menos de 3 semanas incluso en pacientes no tratados.
El tratamiento es a base de tetraciclinas, doxiciclina o cloranfenicol.